# Armeria maderensis
Armeria maderensis (рядник мадейрський) — вид рослин з родини кермекові (Plumbaginaceae), ендемік Мадейри.

## Опис
Багаторічна трава. Листки лінійні, гострі, гладкі, завдовжки 7–12.5 см. Стебла гладкі чи запушені, довжиною 25–45 см. Квіти у щільних, сферичних голівках, діаметром 2–3 см, віночок рожевий. Квітує у червні — серпні.

## Поширення
Ендемік о. Мадейра.
Населяє скелясті райони на найвищих висотах у гірському центральному районі Мадейри.